# Janne Broms (1873–1958)
Johan (Janne) Daniel Broms, född den 13 december 1873 i Björnlunda församling, Södermanlands län, död den 18 mars 1958 i Stockholm, var en svensk militär. Han var son till Janne Broms (1838–1923).
Broms avlade officersexamen 1895. Han blev underlöjtnant vid Södermanlands regemente samma år och löjtnant där 1900. Broms genomgick Krigshögskolan 1900–1902 och var adjutant där 1904–1907. Han var aspirant vid generalstaben 1903–1905, blev löjtnant där 1907 och kapten 1908, i regementet samma år. Broms var generalstabsofficer vid III. arméfördelningen 1909–1912 och kapten vid Södermanlands regemente 1912–1915. Han befordrades till major vid generalstaben 1916. Broms var stabschef vid II. arméfördelningen 1916–1917, major vid Livregementets grenadjärer 1917–1922 och militärattaché vid beskickningarna i Oslo och Köpenhamn 1921–1924. Han blev överstelöjtnant vid Skaraborgs regemente 1922 och överste i armén 1926. Broms blev riddare av Svärdsorden 1916 och av Vasaorden 1925. Han vilar i sin familjegrav på Nikolai kyrkogård i Örebro.